# Izotopska separacija
Odvajanje izotopa je proces koncentrisanja specifičnih izotopa nekog hemijskog elementa uklanjanjem drugih izotopa. Upotreba proizvedenih nuklida je raznolika. Najveća raznolikost se koristi u istraživanjima (npr. u hemiji gde se atomi nuklidnih „markera” koriste za otkrivanje reakcionih mehanizama). Po tonaži, razdvajanje prirodnog uranijuma na obogaćeni uranijum i osiromašeni uranijum je najveća primena. U daljem tekstu razmatra se uglavnom obogaćivanje uranijuma. Ovaj proces je ključan u proizvodnji uranijumskog goriva za nuklearne elektrane i takođe je neophodan za stvaranje nuklearnog oružja na bazi uranijuma (osim ako se ne koristi uranijum-233). Oružje zasnovano na plutonijumu koristi plutonijum proizveden u nuklearnom reaktoru, koji mora da radi na takav način da proizvodi plutonijum već odgovarajuće izotopske mešavine.
Dok se hemijski elementi mogu prečistiti hemijskim procesima, izotopi istog elementa imaju skoro identična hemijska svojstva što ovu vrstu razdvajanja čini nepraktičnom, osim odvajanja deuterijuma.

## Tehnike
Postoje tri tipa tehnika odvajanja izotopa:
- One zasnovane direktno na atomskoj težini izotopa.
- One zasnovane na malim razlikama u brzinama hemijskih reakcija koje proizvode različite atomske težine.
- One zasnovane na svojstvima koja nisu direktno povezana sa atomskom težinom, kao što su nuklearne rezonance.

Treći tip razdvajanja je i dalje eksperimentalan; praktične tehnike razdvajanja na neki način zavise od atomske mase. Zbog toga je generalno lakše odvojiti izotope sa većom relativnom razlikom mase. Na primer, deuterijum ima dvostruko veću masu od običnog (lakog) vodonika i generalno ga je lakše prečistiti nego odvojiti uranijum-235 od uobičajenijeg uranijuma-238. Sa druge strane, odvajanje fisijskog plutonijuma-239 od uobičajene nečistoće plutonijuma-240, iako poželjno jer bi omogućilo stvaranje fisionog oružja od plutonijuma, generalno se slaže da je nepraktično.

## Spoljašnje veze
- Utilization of kinetic isotope effects for the concentration of tritium, GM Brown, TJ Meyer et al., 2001.
- Uranium Production
- Uranium Enrichment Архивирано 2010-12-02 на сајту  from the World Nuclear Association
- Annotated bibliography on electromagnetic separation of uranium isotopes form the Alsos Digital Library